# Societat Alemanya de Matemàtiques
La Societat Alemanya de Matemàtiques és la principal societat professional de matemàtics alemanys i representa les matemàtiques alemanyes dins de la Societat Matemàtica Europea i la Unió Matemàtica Internacional.
Va ser fundada l'any 1890 a Bremen, amb el teòric de conjunts i matemàtic Georg Cantor com a primer president.